# Slamström

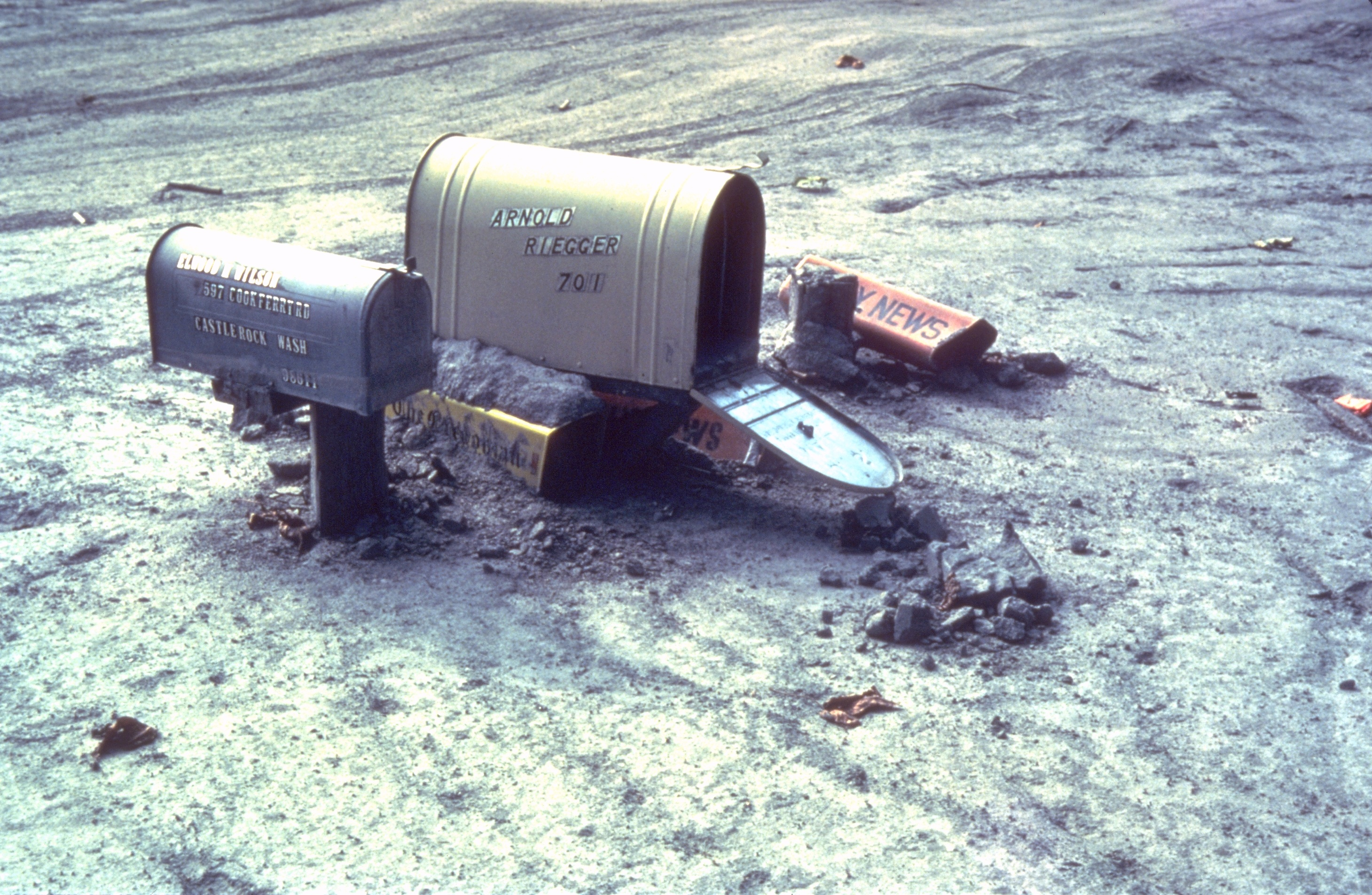
Vid Cowliz River, Washington, efter utbrottet av Mount Saint Helens 1980.

En slamström är en flytande och vattenmättad massa av finjord som väller nedför en sluttning.
Slamströmmar är vanliga i bergsområden, särskilt i områden med ett torrt klimat. Vid mycket och häftigt regn spolas finkornigt eller grovt material, till exempel sand eller stenblock, nerför sluttningar och samlas till slamströmmar i dalgångarna.
Ibland leder slamströmmar till katastrof för de som bor i området. Så var det med vulkanen Nevado del Ruiz i Colombia 1985 hade sitt utbrott och där 23 000 människor dödades i staden Armero. Sådana slamströmmar utmed sidan av en vulkan benämns lahar.